# Traité de Methuen
Le traité de Methuen doit son nom à John Methuen, l'ambassadeur d'Angleterre au Portugal , et est signé à Lisbonne le 27 décembre 1703.

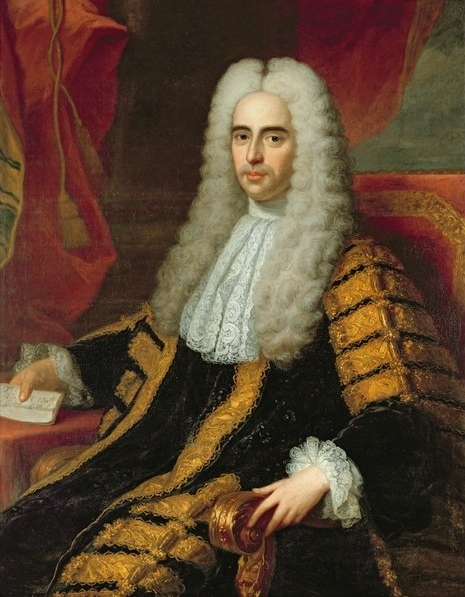
John Methuen, l'ambassadeur anglais au Portugal

 Il s'agit d'un traité militaire et commercial, entre le Royaume d'Angleterre et le Royaume de Portugal, qui est signé dans le cadre de la Guerre de Succession d'Espagne. Ce traité intervient juste après le traité militaire du 16 mai 1703.
Le traité stipule qu'aucune taxe supérieure à celle perçue pour une quantité égale de vins français ne peut être perçue pour les vins portugais exportés vers l'Angleterre, et que les textiles anglais sont admis au Portugal à tout moment, quelle que soit la situation géopolitique de chacune des deux nations (pour garantir que l'Angleterre accepte toujours le vin portugais dans les périodes où elle n'est pas en guerre avec la France) ,.

## Contexte
Au début de la guerre de Succession d'Espagne, le Portugal est allié à la France ,. Dans le cadre de cette alliance, les Français garantissent la protection navale portugaise . En 1702, la marine anglaise navigue près de Lisbonne en route vers et depuis Cadix, prouvant aux Portugais que les Français ne peuvent pas tenir leur promesse. Ils entament alors des négociations avec la Grande Alliance pour changer de camp .
Il y a en fait deux traités de Methuen. Les deux sont négociés pour l'Angleterre à Lisbonne par John Methuen  (1650–1706), qui est membre du Parlement, Lord Chancelier d'Irlande  , conseiller privé, envoyé puis ambassadeur extraordinaire au Portugal.
Le premier, signé en mai, est une alliance militaire qui cimente les allégeances dans la guerre de Succession d'Espagne, et est un traité à quatre parties négocié par la famille Waldstein pour l'empereur, Francisco van Schonenberg pour les Provinces-Unies  et le roi Pierre II pour le Portugal, avec l'aide du fils de Methuen, Sir Paul Methuen (1672–1757) .
Le second, le traité commercial (le plus connu), est un traité bilatéral signé le 27 décembre pour l'Angleterre par Methuen et pour le Portugal par Manuel Teles da Silva, 3e marquis d'Alegrete (1682–1736) ,.
Les premières années de la guerre de Succession d'Espagne, en Flandre, ont été plutôt infructueuses. Le parti Tory en Angleterre s'inquiète du coût de la guerre et estime que la guerre navale est une option beaucoup moins coûteuse, avec un plus grand potentiel de succès. Le Portugal offre l'avantage de ports en eau profonde près de la Méditerranée qui peuvent être utilisés pour contrer la base navale française de Toulon.

## Traité
Les traités de Methuen comportent trois éléments majeurs. Le premier est l'établissement des objectifs de guerre de la Grande Alliance . Deuxièmement, l'accord signifie que l'Espagne deviendrait un nouveau théâtre de guerre. Enfin, il réglemente l'établissement de relations commerciales, en particulier entre l'Angleterre et le Portugal ,.
Jusqu'en 1703, la Grande Alliance n'a jamais établi d'objectifs de guerre formels. Les traités de Methuen changent la donne car ils confirment que l'alliance tenterait de sécuriser l'ensemble de l'Empire espagnol pour l'empereur Charles VI du Saint-Empire, le prétendant des Habsbourg aux trônes espagnols ,.
Le premier traité établi également le nombre de troupes que les différents pays fourniraient pour combattre dans la campagne d'Espagne . Les Portugais insistent également pour que l'archiduc Charles vienne au Portugal pour diriger les forces afin de garantir l'engagement total des alliés dans la guerre en Espagne ,.
Le deuxième traité, signé le 27 décembre 1703  (populairement connu sous le nom de « Traité du vin de Porto ») contribue à établir des relations commerciales entre l'Angleterre et Portugal . Les termes de cet accord permettent l'admission au Portugal, en franchise de droits de douane, des tissus de laine anglais. En contrepartie, les vins portugais importés en Angleterre sont soumis à un tiers de droits de douane inférieur à ceux des vins importés de France ,. Cela est particulièrement important pour aider au développement de l'industrie du vin de Porto . L'Angleterre étant en guerre avec la France, il devient de plus en plus difficile d'acquérir du vin  et le porto commence donc à devenir un substitut populaire.

## Irlande des années 1780
Le Royaume d'Irlande importe du vin portugais aux tarifs douaniers peu élevés du traité de Methuen, mais les Actes de navigation lui interdisent d'exporter. En 1779, l'Irlande obtient le « libre-échange » mais le Portugal impose des tarifs plus élevés sur les importations de textiles irlandais que sur les importations anglaises, arguant que cela n'entre pas dans les termes de l'accord. Il s'agit d'une tactique du Portugal dans le cadre d'une tentative plus large de contraindre la Grande-Bretagne à renégocier le traité de Methuen. Alors que le conflit s'éternise, l'Irlande impose des tarifs plus élevés sur les produits portugais et les résolutions de Dungannon, des Volontaires irlandais de 1782, incluent des appels au boycott de leurs vins . L'accord d'Eden de 1786 entre la Grande-Bretagne et la France amène le Portugal à céder en 1787 et à accorder à l'Irlande des tarifs bas .

## Conséquences
Le traité de Methuen fait l'objet d'interprétations diverses . Ses détracteurs, dont Luís da Cunha (diplomate portugais sous le règne de Jean V de Portugal), soutiennent que l'afflux de lainages anglais conduit au déclin de l'industrie lainière portugaise ,. De plus, l'accent mis sur la production vinicole, tout en apportant la prospérité à certaines régions, laisse le Portugal fortement dépendant de l'Angleterre comme principal acheteur de vin . Les critiques soutiennent que l'accent mis sur le vin se fait au détriment d'autres secteurs agricoles  et réoriente la nation loin de sa voie vers l'industrialisation ,,.
Pour défendre le traité, on affirme que le Portugal ne dispose pas, à cette époque, des ressources nécessaires pour mener à bien des activités manufacturières importantes , et ses industries sont déjà aux prises avec la stagnation . De plus, certains pensent que le traité ne limite pas le commerce du Portugal . Au contraire, il joue un rôle central dans l'augmentation de la prospérité globale de la nation grâce à un commerce accru  et à des liens plus forts avec l'Angleterre ,,. Les colonies portugaises restent sous l'emprise du commerce exclusif du Portugal jusqu'à l'accord commercial luso-britannique de 1810.
Ce traité est à la base de l'exemple de David Ricardo illustrant son concept des avantages comparatifs. Il est cité par Frédéric Bastiat dans son texte « Midi à quatorze heures ».